# الكيصوم (الرقة)
الكيصوم قرية سورية تتبع ناحية سلوك في منطقة تل أبيض في محافظة الرقة. بلغ عدد سكانها 226 نسمة في عام 2004 حسب إحصاء المكتب المركزي للإحصاء.